# 90125 Tour
Die 90125 Tour war eine weltweite Konzerttournee der britischen Progressive-Rock-Band Yes. Mit dieser Tournee feierte die ursprünglich 1981 aufgelöste Gruppe nach der Veröffentlichung ihres Comeback-Albums 90125 (1983) auch ihre Rückkehr auf die Bühne. Es war die erste Tournee der Band mit ihrem damaligen neuen Gitarristen Trevor Rabin und gleichzeitig die erste Tournee seit 1979 mit Sänger und Gründungsmitglied Jon Anderson. Auch für Tony Kaye, den 1971 aus der Band ausgestiegenen Keyboarder, waren dies die ersten Konzerte mit der ebenfalls von ihm mitgegründeten Band Yes seit 13 Jahren.

## Hintergrund
Die 90125 Tour dauerte vom 1. März 1984 bis zum 9. Februar 1985 und umfasste 139 Konzerte in Nordamerika, Europa (darunter die ersten Konzerte der Band auf dem europäischen Kontinent seit 1977 und ihre ersten Auftritte in Österreich und Spanien), sowie in Südamerika, wo Yes erstmals in ihrer Karriere gastierten.
Ursprünglich hatte die Tournee am 26. Januar 1984 in North Fort Myers beginnen sollen, doch ein Schwimmunfall Trevor Rabins, bei dem er mit einem anderen Schwimmer zusammenstieß und sich dabei eine Milzruptur zuzog, führte dazu, dass etliche geplanten Konzerte im Januar/Februar 1984 abgesagt, bzw. verschoben werden mussten. Das Eröffnungskonzert der 90125 Tour fand somit am 1. März 1984 in Columbus (Ohio) statt.
Nachdem die Tournee am 1. Oktober 1984 in Portland (Oregon) ihr vorläufiges Ende fand, setzten Yes sie Anfang 1985 in Südamerika fort, nachdem sie als einer der Headliner beim ersten Rock in Rio-Festival gebucht worden waren. Daraufhin folgte ein Auftritt in Uruguay sowie drei ausverkaufte Konzerte im Estadio José Amalfitani in der argentinischen Hauptstadt Buenos Aires. Dies war das erste Mal seit dem Ausbruch des Falklandkriegs, dass eine britische Band in Argentinien Konzerte gab. Yes mit einem Privatjet der Luftwaffe ins Land eskortiert und war während ihres gesamten Aufenthalts immer wieder von Milizen umzingelt. Jon Anderson erinnerte sich später: „Der argentinische Präsident rief uns zwei Tage vor den Shows an und wir telefonierten über die Freisprecheinrichtung. Er sagte: ‚Wir scheinen ein Problem mit vielen Leuten zu haben, die die Briten wegen des Krieges auf den Falklandinseln hassen, und deshalb gibt es Morddrohungen gegen die Band.‘ Und ich fragte: ‚Morddrohungen gegen die Band? Wie meinen Sie das?' Er sagte: ‚Oh ja, ich denke, dass jemand die Band erschießen wird, wenn Sie auf der Bühne stehen.‘ Mein Gedanke war sofort: ‚Ich gehe nach Hause!‘ Letztendlich haben wir uns allerdings doch durchgerungen, die Shows zu spielen. Wir sind dort angekommen und kurz bevor wir auf die Bühne gingen, drehte sich Chris Squire zu mir um und sagte: ‚Hey, du weißt, wen sie zuerst erschießen werden, nicht wahr?‘ Und ich sagte: ‚Oh, verdammt! Den Sänger!‘ Am Ende verlief alles reibungslos und es war eine der besten Shows, die Yes je gespielt hat.“
Für die Bühnenshow nutzten Yes das damals innovative, aus kopfbewegten Scheinwerfern bestehende Beleuchtungssystem Vari-Lite, das mit weiteren statischen Halogen-Scheinwerfern und Lasern kombiniert wurde. Im Vorprogramm der Konzerte sollte ursprünglich die US-amerikanische New-Wave-Band Berlin spielen, die jedoch aus vertraglichen Gründen absagen musste. Stattdessen eröffnete die Band ihre Shows mit zwei ausgewählten Cartoons aus der Warner Bros.-Zeichentrickserie Looney Tunes um die Figuren Bugs Bunny und Daffy Duck. Um einen volleren Synthiesound zu erzeugen, wurde Tony Kaye teilweise von dem Gast-Keyboarder Casey Young unterstützt, der (für das Publikum unsichtbar) neben oder unterhalb der Bühne zusätzliche Sounds durch Sequencer oder den Fairlight CMI beisteuerte. Bei der Show am 24. Juni 1984 in der Dortmunder Westfalenhalle spielten Yes als zusätzliche Zugabe den Beatles-Song I’m Down, bei dem der ehemalige Led-Zeppelin-Gitarrist Jimmy Page als Gastmusiker auf die Bühne kam.

## Liveaufnahmen
Die beiden Auftritte im Northlands Coliseum im kanadischen Edmonton am 28. und 29. September 1984 wurden unter der Regie des späteren Hollywood-Regisseurs Steven Soderbergh gefilmt und für den dabei entstandenen Konzertfilm 9012Live zusammengeschnitten, wenn auch unvollständig. Zusätzlich zur Konzertaufführung enthält der Film Spezialeffekte von Charlex und eine kolorierte Version des von Edison Electric produzierten Kurzfilms Young Man’s Fancy aus dem Jahr 1952. Dieser Mitschnitt erschien im November 1985 auf VHS, im März 2006 erfolgte die Wiederveröffentlichung auf DVD. Die DVD-Version enthält einen Director’s Cut des Konzertfilms ohne Spezial-Effekte.
Audioaufnahmen weiterer Songs aus Edmonton und Dortmund erschienen zudem auf dem ebenfalls 1985 veröffentlichtem Mini-Livealbum 9012Live: The Solos, sowie als B-Seiten der Yes-Singles It Can Happen (1984) und Rhythm of Love (1987).

## Setlist

### Setlist Nordamerika/Europa (März – Juli 1984)
- Cinema
- Leave It
- Our Song (nur am 1. und 2. März 1984)
- Yours Is No Disgrace
- Hold On
- Perpetual Change (nur am 1. März 1984)
- Hearts
- I’ve Seen All Good People
- Si
- Solly’s Beard
- Changes
- Make It Easy (intro)
- Owner of a Lonely Heart
- And You and I
- Excerpt from ‚Ritual‘ (nur am 7., 11., 12. und 14. Juli 1984)
- Soon
- Long Distance Runaround
- The Fish (Schindleria Praematurus)
- Amazing Grace
- It Can Happen
- City of Love
- Starship Trooper
- Roundabout
- Sweet Dreams (nur am 5. März 1984)
- I’m Down (nur am 24. Juni 1984)

### Setlist Nordamerika (August – Oktober 1984)
- Cinema
- Leave It
- Hold On
- I’ve Seen All Good People
- Our Song
- Hearts
- Solly’s Beard
- Changes
- And You and I
- Excerpt from ‚Awaken‘ (nur am 9. und 11. August 1984)
- Excerpt from ‚Ritual‘ (nur am 21. und 22. August 1984)
- Soon
- Make It Easy (intro)
- Owner of a Lonely Heart
- It Can Happen
- Amazing Grace
- The Fish (Schindleria Praematurus)
- City of Love
- Starship Trooper
- Roundabout
- Gimme Some Lovin’

### Setlist Südamerika (Januar – Februar 1985)
- Cinema
- Leave It
- Hold On
- I’ve Seen All Good People
- Yours Is No Disgrace (nicht in Argentinien)
- Hearts
- Si
- Solly’s Beard
- Changes
- And You and I
- Soon
- Make It Easy (intro)
- Owner of a Lonely Heart
- It Can Happen
- Amazing Grace
- The Fish (Schindleria Praematurus)
- City of Love
- Starship Trooper
- Roundabout
- Gimme Some Lovin’

## Tourdaten
| Nr.                 | Datum               | Stadt               | Land                | Veranstaltungsort                        | Anmerkungen         |
| Leg 1 – Nordamerika | Leg 1 – Nordamerika | Leg 1 – Nordamerika | Leg 1 – Nordamerika | Leg 1 – Nordamerika                      | Leg 1 – Nordamerika |
| ------------------- | ------------------- | ------------------- | ------------------- | ---------------------------------------- | ------------------- |
| 1                   | 1. März 1984        | Columbus            | Vereinigte Staaten  | Ohio Center                              |                     |
| 2                   | 2. März 1984        | Toledo              | Vereinigte Staaten  | Centennial Hall                          |                     |
| 3                   | 4. März 1984        | Detroit             | Vereinigte Staaten  | Joe Louis Arena                          |                     |
| 4                   | 5. März 1984        | Champaign           | Vereinigte Staaten  | Assembly Hall                            |                     |
| 5                   | 6. März 1984        | Cedar Rapids        | Vereinigte Staaten  | Five Seasons Center                      |                     |
| 6                   | 7. März 1984        | St. Paul            | Vereinigte Staaten  | Civic Center                             |                     |
| 7                   | 8. März 1984        | Rosemont            | Vereinigte Staaten  | Rosemont Horizon                         |                     |
| 8                   | 9. März 1984        | Rosemont            | Vereinigte Staaten  | Rosemont Horizon                         |                     |
| 9                   | 10. März 1984       | Milwaukee           | Vereinigte Staaten  | MECCA Arena                              |                     |
| 10                  | 11. März 1984       | St. Louis           | Vereinigte Staaten  | Kiel Auditorium                          |                     |
| 11                  | 12. März 1984       | Kansas City         | Vereinigte Staaten  | Kemper Arena                             |                     |
| 12                  | 14. März 1984       | Oklahoma City       | Vereinigte Staaten  | Myriad Convention Center                 |                     |
| 13                  | 15. März 1984       | Dallas              | Vereinigte Staaten  | Reunion Arena                            |                     |
| 14                  | 16. März 1984       | Houston             | Vereinigte Staaten  | The Summit                               |                     |
| 15                  | 17. März 1984       | Austin              | Vereinigte Staaten  | Frank Erwin Center                       |                     |
| 16                  | 20. März 1984       | Denver              | Vereinigte Staaten  | McNichols Sports Arena                   |                     |
| 17                  | 21. März 1984       | Albuquerque         | Vereinigte Staaten  | Tingley Coliseum                         |                     |
| 18                  | 22. März 1984       | Phoenix             | Vereinigte Staaten  | Arizona Veterans Memorial Coliseum       |                     |
| 19                  | 23. März 1984       | Tucson              | Vereinigte Staaten  | McKale Memorial Center                   |                     |
| 20                  | 24. März 1984       | Paradise            | Vereinigte Staaten  | Thomas & Mack Center                     |                     |
| 21                  | 26. März 1984       | Inglewood           | Vereinigte Staaten  | The Forum                                |                     |
| 22                  | 27. März 1984       | San Diego           | Vereinigte Staaten  | Sports Arena                             |                     |
| 23                  | 28. März 1984       | Inglewood           | Vereinigte Staaten  | The Forum                                |                     |
| 24                  | 30. März 1984       | Daly City           | Vereinigte Staaten  | Cow Palace                               |                     |
| 25                  | 31. März 1984       | Daly City           | Vereinigte Staaten  | Cow Palace                               |                     |
| 26                  | 1. April 1984       | Reno                | Vereinigte Staaten  | Lawlor Events Center                     |                     |
| 27                  | 2. April 1984       | Vancouver           | Kanada              | Pacific Coliseum                         |                     |
| 28                  | 3. April 1984       | Seattle             | Vereinigte Staaten  | Center Coliseum                          |                     |
| 29                  | 4. April 1984       | Pullman             | Vereinigte Staaten  | Beasley Coliseum                         |                     |
| 30                  | 5. April 1984       | Boise               | Vereinigte Staaten  | BSU Pavilion                             |                     |
| 31                  | 7. April 1984       | Casper              | Vereinigte Staaten  | Events Center                            |                     |
| 32                  | 8. April 1984       | Rapid City          | Vereinigte Staaten  | Rushmore Plaza Civic Center              |                     |
| 33                  | 10. April 1984      | St. Paul            | Vereinigte Staaten  | Civic Center                             |                     |
| 34                  | 11. April 1984      | Madison             | Vereinigte Staaten  | Dane County Veterans Memorial Coliseum   |                     |
| 35                  | 12. April 1984      | Indianapolis        | Vereinigte Staaten  | Market Square Arena                      |                     |
| 36                  | 13. April 1984      | Cincinnati          | Vereinigte Staaten  | Riverfront Coliseum                      |                     |
| 37                  | 15. April 1984      | Nashville           | Vereinigte Staaten  | Municipal Auditorium                     |                     |
| 38                  | 16. April 1984      | Atlanta             | Vereinigte Staaten  | The Omni                                 |                     |
| 39                  | 18. April 1984      | Lakeland            | Vereinigte Staaten  | Civic Center                             |                     |
| 40                  | 19. April 1984      | Lakeland            | Vereinigte Staaten  | Civic Center                             |                     |
| 41                  | 20. April 1984      | North Fort Myers    | Vereinigte Staaten  | Lee County Civic Center                  |                     |
| 42                  | 21. April 1984      | Hollywood           | Vereinigte Staaten  | Sportatorium                             |                     |
| 43                  | 22. April 1984      | Jacksonville        | Vereinigte Staaten  | Veterans Memorial Coliseum               |                     |
| 44                  | 24. April 1984      | Memphis             | Vereinigte Staaten  | Mid-South Coliseum                       |                     |
| 45                  | 25. April 1984      | Lexington           | Vereinigte Staaten  | Rupp Arena                               |                     |
| 46                  | 26. April 1984      | South Bend          | Vereinigte Staaten  | Athletic & Convocation Center            |                     |
| 47                  | 28. April 1984      | Oxford              | Vereinigte Staaten  | Millett Hall                             |                     |
| 48                  | 29. April 1984      | Erie                | Vereinigte Staaten  | Civic Center                             |                     |
| 49                  | 30. April 1984      | Philadelphia        | Vereinigte Staaten  | Spectrum                                 |                     |
| 50                  | 1. Mai 1984         | Pittsburgh          | Vereinigte Staaten  | Civic Arena                              |                     |
| 51                  | 2. Mai 1984         | Richfield           | Vereinigte Staaten  | Coliseum                                 |                     |
| 52                  | 4. Mai 1984         | Hartford            | Vereinigte Staaten  | Civic Center                             |                     |
| 53                  | 5. Mai 1984         | Hartford            | Vereinigte Staaten  | Civic Center                             |                     |
| 54                  | 7. Mai 1984         | East Rutherford     | Vereinigte Staaten  | Brendan Byrne Arena                      |                     |
| 55                  | 8. Mai 1984         | Providence          | Vereinigte Staaten  | Civic Center                             |                     |
| 56                  | 9. Mai 1984         | Buffalo             | Vereinigte Staaten  | Memorial Auditorium                      |                     |
| 57                  | 10. Mai 1984        | Rochester           | Vereinigte Staaten  | Community War Memorial                   |                     |
| 58                  | 11. Mai 1984        | Uniondale           | Vereinigte Staaten  | Nassau Veterans Memorial Coliseum        |                     |
| 59                  | 12. Mai 1984        | Worcester           | Vereinigte Staaten  | Centrum Center                           |                     |
| 60                  | 14. Mai 1984        | New York City       | Vereinigte Staaten  | Madison Square Garden                    |                     |
| 61                  | 15. Mai 1984        | Landover            | Vereinigte Staaten  | Capital Center                           |                     |
| Leg 2 – Europa      |                     |                     |                     |                                          |                     |
| 62                  | 11. Juni 1984       | Stockholm           | Schweden            | Johanneshovs Isstadion                   |                     |
| 63                  | 13. Juni 1984       | Frederiksberg       | Danemark            | Falkoner Teatret                         |                     |
| 64                  | 14. Juni 1984       | Malmö               | Schweden            | Isstadion                                |                     |
| 65                  | 15. Juni 1984       | Göteborg            | Schweden            | Scandinavium                             |                     |
| 66                  | 16. Juni 1984       | Drammen             | Norwegen            | Drammenshallen                           |                     |
| 67                  | 18. Juni 1984       | Berlin              | Deutschland         | Waldbühne                                |                     |
| 68                  | 19. Juni 1984       | Hamburg             | Deutschland         | Alsterdorfer Sporthalle                  |                     |
| 69                  | 21. Juni 1984       | Köln                | Deutschland         | Sporthalle                               |                     |
| 70                  | 22. Juni 1984       | Stuttgart           | Deutschland         | Schleyerhalle                            |                     |
| 71                  | 24. Juni 1984       | Dortmund            | Deutschland         | Westfalenhalle                           |                     |
| 72                  | 25. Juni 1984       | München             | Deutschland         | Olympiahalle                             |                     |
| 73                  | 26. Juni 1984       | Wien                | Osterreich          | Stadthalle                               |                     |
| 74                  | 28. Juni 1984       | Mannheim            | Deutschland         | Eisstadion am Friedrichspark             |                     |
| 75                  | 29. Juni 1984       | Frankfurt am Main   | Deutschland         | Festhalle                                |                     |
| 76                  | 30. Juni 1984       | Würzburg            | Deutschland         | Carl-Diem-Halle                          |                     |
| 77                  | 1. Juli 1984        | Rotterdam           | Niederlande         | Sportpaleis Ahoy’                        |                     |
| 78                  | 2. Juli 1984        | Rotterdam           | Niederlande         | Sportpaleis Ahoy’                        |                     |
| 79                  | 3. Juli 1984        | Brüssel             | Belgien             | Forest National                          |                     |
| 80                  | 5. Juli 1984        | Nantes              | Frankreich          | Parc des Expositions de la Beaujoire     |                     |
| 81                  | 7. Juli 1984        | Paris               | Frankreich          | Palais Omnisport de Bercy                |                     |
| 82                  | 8. Juli 1984        | Paris               | Frankreich          | Palais Omnisport de Bercy                |                     |
| 83                  | 11. Juli 1984       | London              | England             | Wembley Arena                            |                     |
| 84                  | 12. Juli 1984       | London              | England             | Wembley Arena                            |                     |
| 85                  | 14. Juli 1984       | Birmingham          | England             | National Exhibition Centre               |                     |
| 86                  | 17. Juli 1984       | Zürich              | Schweiz             | Hallenstadion                            |                     |
| 87                  | 18. Juli 1984       | Mailand             | Italien             | Palasport di San Siro                    |                     |
| 88                  | 20. Juli 1984       | Nizza               | Frankreich          | Palais des Expositions                   |                     |
| 89                  | 21. Juli 1984       | Béziers             | Frankreich          | Les Arènes                               |                     |
| 90                  | 22. Juli 1984       | Biarritz            | Frankreich          | Parc des Sports d’Aguiléra               |                     |
| 91                  | 24. Juli 1984       | Barcelona           | Spanien             | Plaça de Braus de la Monumental          |                     |
| 92                  | 26. Juli 1984       | Madrid              | Spanien             | Nuevo Estadio de Vallecas                |                     |
| Leg 3 – Nordamerika |                     |                     |                     |                                          |                     |
| 93                  | 9. August 1984      | Omaha               | Vereinigte Staaten  | Civic Auditorium                         |                     |
| 94                  | 11. August 1984     | East Troy           | Vereinigte Staaten  | Alpine Valley Music Theatre              |                     |
| 95                  | 12. August 1984     | Hoffman Estates     | Vereinigte Staaten  | Poplar Creek Music Theater               |                     |
| 96                  | 13. August 1984     | Clarkston           | Vereinigte Staaten  | Pine Knob Music Theatre                  |                     |
| 97                  | 15. August 1984     | Louisville          | Vereinigte Staaten  | Freedom Hall                             |                     |
| 98                  | 16. August 1984     | Cincinnati          | Vereinigte Staaten  | Riverbend Music Center                   |                     |
| 99                  | 17. August 1984     | Fort Wayne          | Vereinigte Staaten  | Allen County War Memorial Coliseum       |                     |
| 100                 | 18. August 1984     | Wyoming             | Vereinigte Staaten  | Lamar Park at Fort Wyoming               |                     |
| 101                 | 20. August 1984     | Ottawa              | Kanada              | Landsdowne Park                          |                     |
| 102                 | 21. August 1984     | Quebec City         | Kanada              | Le Colisée                               |                     |
| 103                 | 22. August 1984     | Montréal            | Kanada              | Forum                                    |                     |
| 104                 | 23. August 1984     | Toronto             | Kanada              | Exhibition Stadium                       |                     |
| 105                 | 24. August 1984     | Cuyahoga Falls      | Vereinigte Staaten  | Blossom Music Center                     |                     |
| 106                 | 25. August 1984     | Rochester           | Vereinigte Staaten  | Community War Memorial                   |                     |
| 107                 | 26. August 1984     | Syracuse            | Vereinigte Staaten  | Grand Stand at New York State Fair       |                     |
| 108                 | 27. August 1984     | Saratoga Springs    | Vereinigte Staaten  | Saratoga Performing Arts Center          |                     |
| 109                 | 29. August 1984     | New York City       | Vereinigte Staaten  | West Side Tennis Stadium at Forest Hills |                     |
| xx                  | 30. August 1984     | Binghamton          | Vereinigte Staaten  | Broome County Veterans Memorial Arena    |                     |
| 110                 | 1. September 1984   | Hershey             | Vereinigte Staaten  | Hersheypark Stadium                      |                     |
| 111                 | 2. September 1984   | Springfield         | Vereinigte Staaten  | Civic Center                             |                     |
| 112                 | 3. September 1984   | Portland            | Vereinigte Staaten  | Cumberland County Civic Center           |                     |
| 113                 | 4. September 1984   | Holmdel             | Vereinigte Staaten  | Garden State Arts Center                 |                     |
| 114                 | 6. September 1984   | Columbia            | Vereinigte Staaten  | Merriweather Post Pavilion               |                     |
| 115                 | 7. September 1984   | Boston              | Vereinigte Staaten  | Boston Garden                            |                     |
| 116                 | 8. September 1984   | New Haven           | Vereinigte Staaten  | Veterans Memorial Coliseum               |                     |
| 117                 | 9. September 1984   | Philadelphia        | Vereinigte Staaten  | Spectrum                                 |                     |
| 118                 | 10. September 1984  | Philadelphia        | Vereinigte Staaten  | Spectrum                                 |                     |
| 119                 | 12. September 1984  | Hampton             | Vereinigte Staaten  | Coliseum                                 |                     |
| 120                 | 13. September 1984  | Charlotte           | Vereinigte Staaten  | Coliseum                                 |                     |
| 121                 | 14. September 1984  | Greensboro          | Vereinigte Staaten  | Coliseum                                 |                     |
| 122                 | 15. September 1984  | Atlanta             | Vereinigte Staaten  | The Omni                                 |                     |
| 123                 | 16. September 1984  | Bonner Springs      | Vereinigte Staaten  | Sandstone Center for the Performing Arts |                     |
| 124                 | 18. September 1984  | Boulder             | Vereinigte Staaten  | CU Events Conference Center              |                     |
| 125                 | 20. September 1984  | Reno                | Vereinigte Staaten  | Lawlor Events Center                     |                     |
| 126                 | 21. September 1984  | Berkeley            | Vereinigte Staaten  | William Randolph Hearst Greek Theatre    |                     |
| 127                 | 22. September 1984  | Berkeley            | Vereinigte Staaten  | William Randolph Hearst Greek Theatre    |                     |
| 128                 | 23. September 1984  | Irvine              | Vereinigte Staaten  | Irvine Meadows Amphitheatre              |                     |
| 129                 | 25. September 1984  | Salt Lake City      | Vereinigte Staaten  | Salt Palace                              |                     |
| 130                 | 27. September 1984  | Calgary             | Kanada              | Olympic Saddledome                       |                     |
| 131                 | 28. September 1984  | Edmonton            | Kanada              | Northlands Coliseum                      |                     |
| 132                 | 29. September 1984  | Edmonton            | Kanada              | Northlands Coliseum                      |                     |
| 133                 | 1. Oktober 1984     | Portland            | Vereinigte Staaten  | Memorial Coliseum                        |                     |
| Leg 4 – Südamerika  |                     |                     |                     |                                          |                     |
| 134                 | 17. Januar 1985     | Rio de Janeiro      | Brasilien           | Cidade do Rock                           | Rock in Rio         |
| 135                 | 20. Januar 1985     | Rio de Janeiro      | Brasilien           | Cidade do Rock                           | Rock in Rio         |
| 136                 | 27. Januar 1985     | Maldonado           | Uruguay             | Campo Municipal                          |                     |
| 137                 | 1. Februar 1985     | Buenos Aires        | Argentinien         | Estadio José Amalfitani                  |                     |
| 138                 | 2. Februar 1985     | Buenos Aires        | Argentinien         | Estadio José Amalfitani                  |                     |
| xx                  | 6. Februar 1985     | Rosario             | Argentinien         | Teatro Olimpo                            |                     |
| 139                 | 9. Februar 1985     | Buenos Aires        | Argentinien         | Estadio José Amalfitani                  |                     |

## Band
- Jon Anderson: Gesang, Gitarre, zusätzliche Keyboards
- Tony Kaye: Keyboards, Hintergrundgesang
- Trevor Rabin: Gitarre, Gesang, Hintergrundgesang
- Chris Squire: Bass, Mundharmonika, Hintergrundgesang
- Alan White: Schlagzeug, Percussion, Hintergrundgesang